# Kom som du är till din Jesus
Kom som du är till din Jesus är en psalm med text skriven 1904 av Thomas Ball Barratt och musik av William J. Kirkpatrick. Texten översattes till svenska av Peter Martinsson.

## Publicerad i
- Segertoner 1988 som nr 496 under rubriken "Att leva av tro - Kallelse - inbjudan".[1]